# That’s All She Wrote
That’s All She Wrote – piosenka hip-hopowa stworzona na siódmy album studyjny amerykańskiego rapera T.I. pt. No Mercy (2010). Wyprodukowany przez Dr. Luke’a i Maksa Martina oraz nagrany z gościnnym udziałem rapera Eminema, utwór wydany został jako drugi singel promujący krążek dnia 11 stycznia 2011 roku.

## Informacje o utworze
Piosenka została napisana przez T.I. i Eminema oraz składa się z czterech zwrotek, z których po dwie rapuje każdy z wykonawców. Dodatkowo, przy komponowaniu „That’s All She Wrote” raperom pomagał producent polskiego pochodzenia Lukasz Gottwald. Wcześniej T.I. współpracował już z Eminemem przy piosence „Touchdown”, która znalazła się na piątym studyjnym albumie pierwszego z nich, T.I. vs T.I.P. (2007). Utwór wydany został w sprzedaży cyfrowej 11 stycznia 2011 roku, wcześniej zyskując promocję airplayową. Piosenka zastąpiła utwór „Castle Walls”, nagrany przez T.I. razem z wokalistką popową Christiną Aguilerą, który początkowo miał służyć za drugi singel promujący album No Mercy.

## Pozycje na listach przebojów
| Kraj                         | Notowanie (2010/2011)                        | Wydawca   | Najwyższa pozycja |
| ---------------------------- | -------------------------------------------- | --------- | ----------------- |
| Kanada                       | Canadian Hot 100                             | Billboard | 46                |
| Stany Zjednoczone            | Billboard Bubbling Under R&B/Hip-Hop Singles | Billboard | 1                 |
| Stany Zjednoczone            | Billboard Hot 100                            | Billboard | 18                |
| Wielka Brytania              | UK Singles Chart                             | OCC       | 158               |
| Zjednoczone Emiraty Arabskie | Official Singles Chart                       | IFPI      | 22                |